# Pijawkowate
Pijawkowate (Hirudinidae) – rodzina słodkowodnych i amfibiotycznych pierścienic zaliczanych do pijawek szczękowych (Hirudiniformes). Obejmuje gatunki krwiopijne, występujące na wszystkich kontynentach, poza Antarktydą. Pijawkowate mają dobrze rozwinięte szczęki i pięć par oczu ułożonych w półkole na spodniej części ciała. Segmenty ciała podzielone są na pięć podpierścieni. Gatunki z tej rodziny żywią się krwią kręgowców. 
Wyróżniane są następujące podrodziny:
- Hirudinariinae
- Hirudininae
- Macrobdellinae
- Ornithobdellinae
- Praobdellinae
- Richardsonianinae

W Polsce występuje jeden gatunek. Jest nim najbardziej znany i najlepiej zbadany przedstawiciel rodziny – pijawka lekarska (Hirudo medicinalis).